# Хунджераб (национальный парк)
Хунджераб (англ. Khunjerab National Park) — национальный парк в округе Гилгит. Расположен в пакистанской части Кашмира. Площадь — 2269,13 км².

## История
Более половины территории парка находится на высоте 4000 метров над уровнем моря. Хунджераб обеспечивает среду обитания для ряда исчезающих и находящихся под угрозой исчезновения животных, таких как: снежный барс, баран Марко Поло и гималайский горный козёл. Парк находится в пределах Каракорум-Западного Тибетского нагорья экорегиона и является одним из наиболее важных высокогорных районов биоразнообразия на территории Пакистана.
Парк был создан по рекомендации биолога, специализирующегося на дикой природе, доктора Джорджа Шаллера. Границы парка были определены им в 1974 году после изучения местности. Официально парк создан 29 апреля 1975 года премьер-министром Пакистана Зульфикаром Али Бхутто, который считал, что Хунджераб должен стать «известен на весь мир».
Несмотря на то, что согласно классификации Международного союза охраны природы парку была присвоена вторая категория, которая запрещает человеческую активность на его территории, в том числе земледельчество и охоту, за парком плохо следили, и незаконная охота на баранов Марко Поло продолжалась. Из-за этого Международный союз охраны природы в 1988 году назначил норвежского биолога Пера Вегге провести исследование дикой природы парка. Вегге обнаружил, что большая часть незаконного отстрела животных была совершена не местными жителями. Вследствие чего он предположил, что на территории парка была организована коммерческая охота, прибыль от которой шла местным жителям. Однако вместо того, чтобы составить новый план по управлению Хунджерабом, который поддерживали и Международный союз охраны природы и Всемирный фонд дикой природы, правительство проигнорировало замечания Вегге. Вегге критически относился к плану правительства, утверждая, что он основывался на финансовых интересах правительства по привлечению туристов в регион. Международный союз охраны природы согласился с этим и с тех пор дистанцировался от парка. Чтобы помочь защитить животных, Всемирный фонд дикой природы создал организацию, которая опирается на сообщения местных жителей о браконьерстве и других случаях, ставящих под угрозу жизнь диких зверей.